# 姆什喬努夫

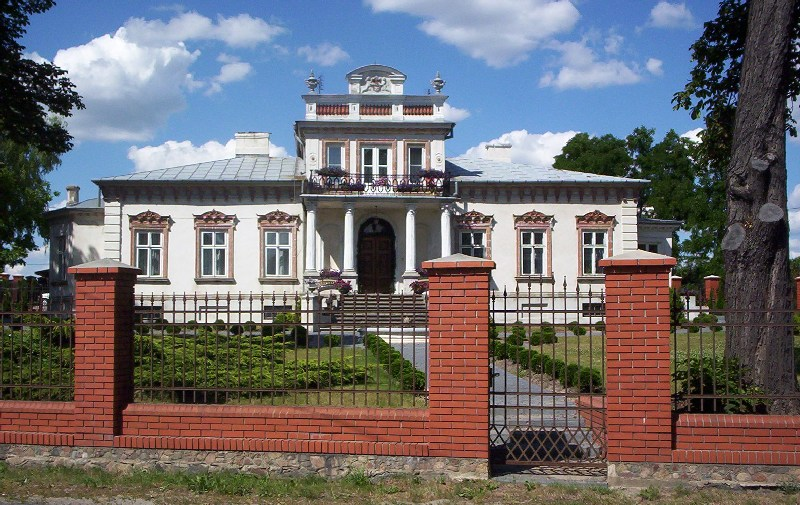

姆什喬努夫是波蘭的城鎮，位於該國中部，距離首都華沙44公里，由馬佐夫舍省負責管轄，面積8.56平方公里，2006年人口6,231。第二次世界大戰期間，納粹德國在1939年9月6日至1945年1月16日期間佔領該鎮。

## 外部連結
- Jewish Community in Mszczonów（页面存档备份，存于） on Virtual Shtetl

51°58′27″N 20°31′36″E / 51.97417°N 20.52667°E